# Глобални споразум о избеглицама
Глобални споразум о избеглицама је међународни споразум припремљен под окриљем Уједињених нација који пружа оквир за побољшање одговора широм света на потребе избеглица и постизање расподеле одговорности за питања избеглица међу свим чланицама Уједињених нација. Нагло повећање броја избеглица широм света и потреба за повећање средстава Високог комесаријата Уједињених нација за избеглице су подстакли овај споразум који је заснован на принципима Конвенције о статусу избеглица из 1951. Владе се обавезују на споразум на редовном састанку глобалног форума за избеглице.

## Историја
Имајући у виду повећање избеглица и миграната широм света, Генерална скупштина Уједињених нација се састала 19. септембра 2016. и једногласно су усвојили Њујоршку декларацију о избеглицама и мигрантима у којем су државе документом реафирмисале постојеће споразуме о међународној заштити. Постигли су Глобални договор о избеглицама како би боље управљали и расподелили терет миграције избеглица и допунили су га пактом Уједињених нација о миграцији. Коначни нацрт од 26. јуна 2018. је садржао увод и програм деловања. Акциони програм се састоји из два дела, од којих је сваки подељен у три подсекције: аранжмани за поделу терета и одговорности (подтачке 14—48) који се састоји од глобалног аранжмана за међународну сарадњу, аранжмана за помоћ у конкретној избегличкој ситуацији и кључног алата за ефективну поделу терета и одговорности и области које захтевају подршку (подтачке 49—100) прикупљање и приступ, задовољавање потреба и подршка заједницама и решења. Трећи комитет Генералне скупштине Уједињених нација је 13. новембра у Њујорку расправљао и одобрио коначни нацрт споразума када су само Сједињене Америчке Државе гласале против. Бундестаг је 30. новембра, на захтев политичке партије Алтернатива за Немачку, расправљао о Глобалном споразуму о избеглицама који су, између осталог, критиковали академски коментатори због његовог приступа. Споразум је донесен (резолуција А/РЕС/73/151) 17. децембра 2018. са гласовима 181 државе за, Сједињене Америчке Државе и Мађарске против, Еритреја, Либија и Доминиканска Република су се уздржале од гласања. Филипо Гранди је споразум описао као најважнији тренутак коме је сведочио у 34 години рада са избеглицама. Луиза Арбур, специјални представник Уједињених нација за међународне миграције, је описала глобални споразум као „диван”, „историјски” и „велико достигнуће за мултилатерализам”.